# Tadeusz Olechowski
 (décembre 2021).
Si vous disposez d'ouvrages ou d'articles de référence ou si vous connaissez des sites web de qualité traitant du thème abordé ici, merci de compléter l'article en donnant les références utiles à sa vérifiabilité et en les liant à la section « Notes et références ».
Pour les articles homonymes, voir Olechowski.
Tadeusz Olechowski, né le 10 janvier 1926 à Vilnius (Wilno) et mort le 4 janvier 2001 à Varsovie, est un diplomate et homme politique polonais. Il fut ministre du Commerce extérieur de 1972 à 1974, et dernier ministre des Affaires étrangères du régime communiste en 1988-1989. Il fut à deux reprises ambassadeur de Pologne à Paris (1969-1972 et 1976-1980) et acheva sa carrière comme ambassadeur à Bruxelles.

## Biographie
Tadeusz Olechowski fait ses études à la Faculté de droit de l'Université Jagellonne et à l'Académie de commerce de Cracovie. Il entre en 1948 à la Centrale de commerce extérieur (pl) « Metalexport » et adhère en 1955 au Parti ouvrier unifié polonais. Il est de 1955 à 1957 attaché commercial à l'ambassade de Pologne en Birmanie à Rangoon. Il travaille à son retour à Varsovie comme directeur adjoint de la Centrale de commerce extérieur « Metalexport » puis entre en 1958 au ministère du Commerce extérieur. En 1961, il est affecté comme conseiller commercial de l'ambassade de Pologne à Rome. De 1965 à 1969, il est vice-ministre des Affaires étrangères, avant de partir comme ambassadeur à Paris (1969-1972). Il est ministre du Commerce extérieur de 1972 à 1974 avant de repartir comme ambassadeur de Pologne en Égypte de 1974 à 1976 puis de nouveau en France (1976-1980).
Vice-ministre des Affaires étrangères de 1980 à 1983 puis de 1986 à 1988, il est ambassadeur à Bonn de 1983 à 1986. Il est ensuite ministre des Affaires étrangères dans les gouvernements de Zbigniew Messner et Mieczysław Rakowski (de juin 1988 à septembre 1989). Son successeur dans le gouvernement de Tadeusz Mazowiecki, Krzysztof Skubiszewski, le nomme ambassadeur à Bruxelles (Belgique, Luxembourg et OTAN), où il reste jusqu'en 1992, prenant alors sa retraite.

## Distinctions
Tadeusz Olechowski a été promu Commandeur de l'Ordre Polonia Restituta et est récipiendaire de l'Ordre de la Bannière du Travail 2e classe.